# テクノアルファ
テクノアルファ株式会社は英国総合商社ドッドウェルのエレクトロニクス機器部門の営業譲渡を受け、1989年12月に設立。東京証券取引所スタンダード市場に株式上場している。
東京都品川区に本社を置き、ワイヤボンダマーケットシェアNo.1のKulicke & Soffa社装置など半導体製造装置/電子材料、そのほか防衛省艦艇、海上保安庁巡視船/測量船、商船向けの主要船舶装置、地球環境に配慮した環境機器を取扱う商社である 。
過去にM＆Aにて3社を子会社化している。

## 沿革
- 1989年12月 - テクノアルファ株式会社を設立。
- 2007年10月 - 大阪証券取引所ヘラクレス市場（旧：ジャスダック）上場。